# 丹尼尔·马尔科夫
丹尼尔·德米特里耶维奇·马尔科夫（俄语：Даниил Дмитриевич Марков，2000年4月21日—），俄罗斯游泳运动员，2019年世界大运会男子50米自由泳铜牌得主、2021年世界短池锦标赛男子4×100米自由泳接力金牌得主、男子4×50米自由泳接力银牌得主和混合4×50米自由泳接力铜牌得主。